# Lion Cup
 (novembre 2021).
Si vous disposez d'ouvrages ou d'articles de référence ou si vous connaissez des sites web de qualité traitant du thème abordé ici, merci de compléter l'article en donnant les références utiles à sa vérifiabilité et en les liant à la section « Notes et références ».
Pour les articles homonymes, voir Rugby Challenge.
Le Rugby Challenge, est une compétition provinciale annuelle de rugby à XV à élimination directe qui s'est tenue de 1983 à 1994 qui se joue principalement en Afrique du Sud.

## Palmarès
| Résultats |                    |         |                    |                           |
| Saison    | Champion           | Score   | Finaliste          | Lieu                      |
| 1983      | Orange Free State  | 24 - 12 | Transvaal          | Ellis Park, Johannesbourg |
| 1984      | Western Province   | 30 - 22 | Orange Free State  | Newlands, Le Cap          |
| 1985      | Northern Transvaal | 12 - 10 | Orange Free State  | Bloemfontein              |
| 1986      | Transvaal          | 22 - 12 | Orange Free State  | Bloemfontein              |
| 1987      | Transvaal          | 24 - 18 | Northern Transvaal | Ellis Park, Johannesbourg |
| 1988      | Western Province   | 24 - 12 | Northern Transvaal | Loftus Versfeld, Pretoria |
| 1989      | Western Province   | 21 - 16 | Northern Transvaal | Newlands, Le Cap          |
| 1990      | Northern Transvaal | 25 - 12 | Western Province   | Loftus Versfeld, Pretoria |
| 1991      | Northern Transvaal | 62 - 6  | Natal              | Loftus Versfeld, Pretoria |
| 1992      | Transvaal          | 17 - 12 | Orange Free State  | Ellis Park, Johannesbourg |
| 1993      | Transvaal          | 20 - 11 | Natal              | Ellis Park, Johannesbourg |
| 1994      | Transvaal          | 29 - 20 | Western Province   | Ellis Park, Johannesbourg |